# Csákberény
Csákberény è un comune dell'Ungheria di 1.242 abitanti (dati 2001). È situato nella contea di Fejér.